# Harrisia pomanensis
Harrisia pomanensis là một loài thực vật có hoa trong họ Cactaceae. Loài này được (F.A.C. Weber ex K. Schum.) Britton & Rose mô tả khoa học đầu tiên năm 1920.

## Hình ảnh

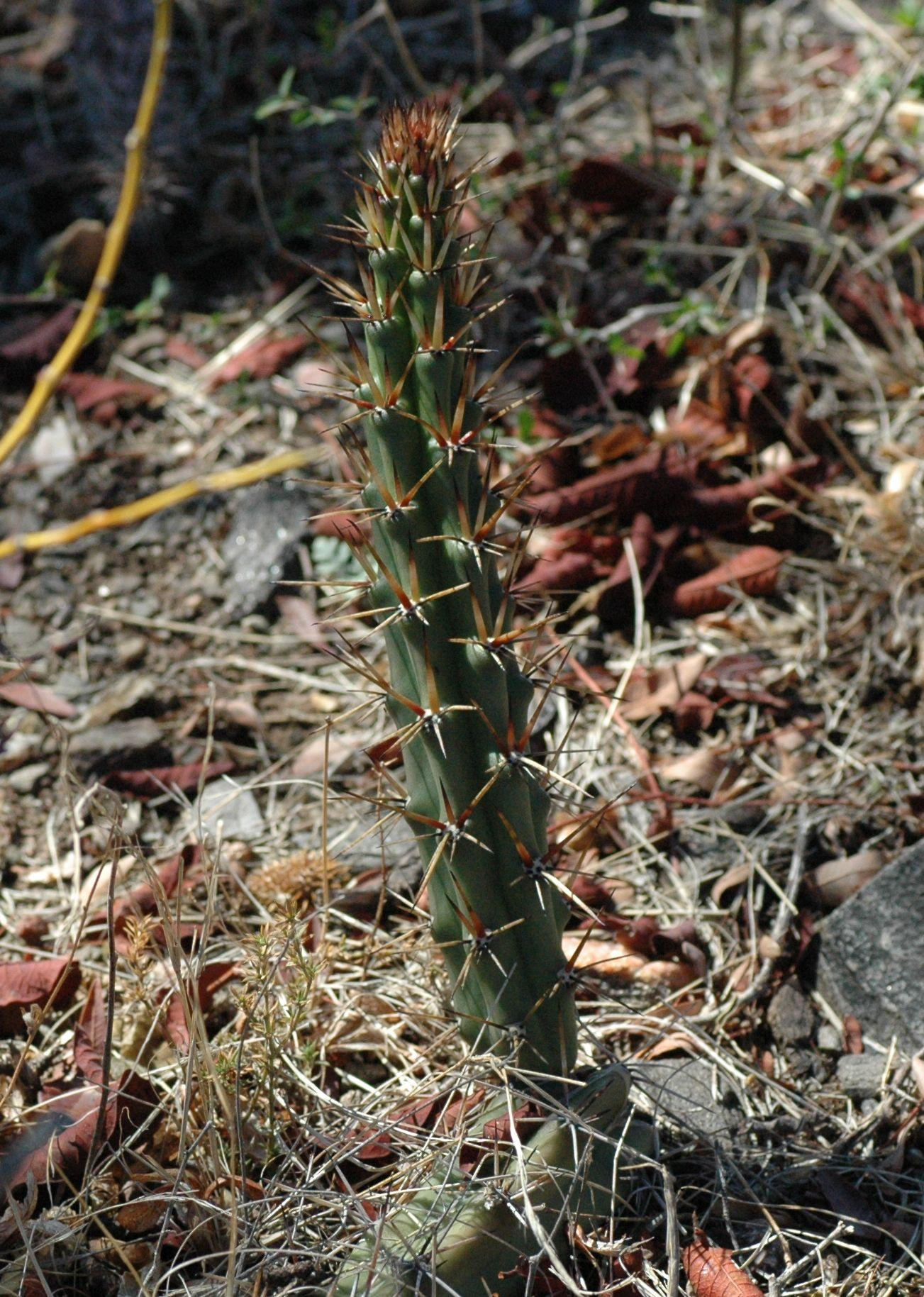